# Diocèse d'Altamura-Gravina-Acquaviva delle Fonti
Le diocèse d'Altamura-Gravina-Acquaviva delle Fonti (en latin : Diœcesis Altamurensis-Gravinensis-Aquavivensis ; en italien : Diocesi di Altamura-Gravina-Acquaviva delle Fonti) est un diocèse de l'Église catholique en Italie, suffragant de l'archidiocèse de Bari-Bitonto et appartenant à la région ecclésiastique des Pouilles.

## Territoire
Le diocèse est situé dans une petite partie de la province de Barletta-Andria-Trani (l'autre partie de la province est partagée par l'archidiocèse de Trani-Barletta-Bisceglie et le diocèse d'Andria) ainsi que dans une partie de la ville métropolitaine de Bari (l'autre partie de cette ancienne province de Bari étant dans les diocèses de Molfetta-Ruvo-Giovinazzo-Terlizzi, de Conversano-Monopoli et dans l'archidiocèse de Bari-Bitonto). Son territoire à une superficie de 1 309 km2 divisé en 40 paroisses regroupés en 10 archidiaconés.
L'évêché est situé à Altamura où est située la cathédrale Santa Maria Assunta ; le diocèse possède deux cocathédrales qui rappelle le souvenir des anciens diocèses : la cathédrale de Gravina in Puglia et la cathédrale d'Acquaviva delle Fonti.

## Histoire
Le 25 avril 1975, Mgr Isgrò est nommé à la fois prélat d'Altamura et évêque de Gravina (et Irsina) fusionnant les deux diocèses in persona episcopi. Le 20 octobre 1980, le pape Jean-Paul II réunit les diocèses d'Altamura et d'Acquaviva par la bulle Qui Beatissimo Petro ; le 30 septembre 1986, le diocèse de Gravina (it) est uni à Altamura et Acquaviva par le décret instantibus votis de la congrégation pour les évêques où le diocèse prend son nom actuel.

### Diocèse d'Acquaviva
Il existe des documents sur l'existence d'un diocèse d'Acquaviva dès la seconde moitié du Ve siècle avec trois évêques : Paolino en 463, Benigno de 487 à 502, et Bonifacio en 503. Ces évêques sont attribués au siège d'Acquaviva par Giuseppe Cappelletti et Ferdinando Ughelli qui avancent cependant également la possibilité que ces évêques appartiennent à d'autres lieux homonymes en particulier le diocèse d'Acquaviva (it) sur la Via Flaminia au nord de Rome. 
L'église de l'Assomption d'Acquaviva est fondée au milieu du XIIe siècle par Roberto Gurgulione, seigneur normand qui nomme un archiprêtre, Andrea, et le rend autonome de la juridiction de l'archevêque de Bari. Le 26 mars 1221, l'archevêque Andrea III de Celano reconnaît officiellement l'exemption de l'église d'Acquaviva par une bulle envoyée à l'archiprêtre Unfredo. À partir du milieu du XVe siècle, les archevêques de Bari commencent à contester l'autonomie de l'église d'Acquaviva. Le premier est Francesco de Aiello qui déclare en 1452 que la bulle d'Andrea III est apocryphe ; mais sous mandat du pape Nicolas V, Jacques de Bisceglie reconnaît les droits d'Acquaviva et restaure l'église dans ses anciens droits. Une deuxième tentative est faite par Girolamo Grimaldi en 1532 mais sans pouvoir rien obtenir.
Une nouvelle attaque contre l'autonomie d'Acquaviva est initiée par l'archevêque Antonio Puteo qui en 1590 fait appel au Saint-Siège qui nomme les cardinaux Antonmaria Sauli et Ottavio Paravicini pour régler l'affaire. Leur décision, de nouveau favorable à Acquaviva, n'arrive que le 6 avril 1601, validée par le pape Paul V en 1605, il obtient l'exequatur royal le 14 février 1606 qui est communiqué à l'archevêque Decio Caracciolo le 6 juillet de la même année. Ce laps de temps ne fait qu'exacerber les esprits et rend les relations entre Bari et Acquaviva plus tendues. Caracciolo décide de contester la sentence de 1601 mais sans résultats.
À la fin du XVIIe siècle, après une autre sentence en faveur d'Acquaviva prononcée par le pape Innocent XII en 1692, l'archevêque Carlo Loffredo fait appel à la rote romaine qui ne tient pas compte des sentences précédentes et établit que l'appelant et ses successeurs ont le droit de conférer des avantages canoniques dans l'église de Sant'Eustachio di Acquaviva, tandis que l'archiprêtre est reconnu comme compétent dans les affaires civiles. L'archiprêtre Bernal proteste de la perte de ses droits mais il est incarcéré à Rome. Pour obtenir la liberté, il doit signer en 1696 une déclaration par laquelle il renonce pour toujours à tous ses droits et prérogatives. Ainsi l'église d'Acquaviva perd son indépendance après plus de quatre siècles et devient soumise à l'autorité des archevêques de Bari.
La question est reprise par les acquaviviens après la publication en 1741 de la bulle Convenit du pape Benoît XIV sur les droits du « grand chapelain du royaume » et sur les églises palatines (it). Les acquaviviens font appel au grand chapelain du royaume « qui, après une longue série de discussions de plus de dix ans, après un nombre infini d'examens et d'appréciations, après une centaine d'allégations d'avocats célèbres », avec une sentence du 16 janvier 1789 reconnaît que l'archiprêtre est un prélat nullius dioecesis. Mais l'autonomie retrouvée ne dure pas longtemps, en effet, à la suite du concordat de février 1818 entre le Saint-Siège et le royaume des Deux-Siciles qui prévoit la suppression des prélatures du Royaume, la prélature d'Acquaviva est supprimée et agrégée à l'archidiocèse de Bari. Les tentatives d'Acquaviva pour récupérer les anciennes prérogatives sont rejetées par les rescrits royaux de 1840 et 1844.
À la fin de ce long périple, l'église d'Acquaviva prend définitivement le dessus. En effet, le 17 août 1848, par la bulle Si aliquando du pape Pie IX, l'église d'Acquaviva est soustraite à la juridiction de l'archevêque de Bari et érigée en prélature territoriale, unie aeque principaliter à la prélature d'Altamura. Par la même bulle, les deux prélatures sont immédiatement soumises au Saint-Siège.

### Diocèse d'Altamura
Après avoir refondé la ville d'Altamura vers 1230, Frédéric II de Souabe érige une grande église dédiée à l'Assomption avec le titre de chapelle palatine, à laquelle il accorde le privilège d'exemption de toute juridiction épiscopale et archiépiscopale, dépendant seulement du souverain (qui nomme les archiprêtres) et du Saint-Siège . Le premier archiprêtre, nommé par Frédéric II en février 1232, est Richard de Brindisi, qui obtient du pape Innocent IV en 1248 la confirmation des dispositions du roi. Bientôt, les évêques de Gravina commencent à réclamer des droits sur l'église d'Altamura en s'opposant aux décisions prises ; ainsi commence une longue dispute qui durera des siècles, entre les prélats d'Altamura et les évêques de Gravina, chacun étant prêt à affirmer par tous les moyens ses droits, réels ou supposés. 
Les premiers différents apparaissent avec l'avènement des Angevins. L'évêque de Gravina, Giacomo (1250-1266) accuse les Altamuriens d'avoir falsifié le décret de Frédéric II et la bulle d'Innocent IV ; l'archiprêtre Palmiro De Viana fait appel au roi Charles Ier d'Anjou qui lui donne raison. Le Saint-Siège intervient à son tour et dépose l'évêque en octobre 1266. Son successeur, Pietro, reprend la controverse, mais doit reconnaître l'authenticité des documents d'Altamura et donc l'indépendance de l'archiprêtre d'Altamura. 
Les choses se compliquent encore à la fin du siècle lorsque Giacomo II (1294-1308) devient évêque de Gravina et reprend la controverse avec plus de véhémence. L'archiprêtre Dionigi Juppart à l'imprudence de remettre les documents originaux de 1232 et 1248 à l'évêque qui n'hésite pas à les faire disparaître pour toujours (aujourd'hui, seules des copies sont conservées). Les deux parties recourent à Charles II d'Anjou, lequel, pour soustraire Altamura des revendications continuelles de Gravina, unit le 20 octobre 1298 l'archiprêtré à la trésorerie de San Nicola di Bari ; à la suite de cette décision, les trésoriers de Bari sont nommés prélats d'Altamura ce qui est mal vécu par les Altamuriens qui voient leur autonomie altérée. Ensuite, le roi entame un processus judiciaire qui débute fin juillet 1299 et se termine le 20 janvier 1301 par un accord entre l'archiprêtre d'Altamura et l'évêque de Gravina, qui reconnaît de facto l'autonomie d'Altamura. À la fin du procès, le trésorier et prélat Pietro De Angeriaco est l'objet d'une tentative de meurtre par des Altamuriens. Son successeur, Rostaino, réussi lui aussi à se sauver d'une attaque en 1316.
En 1442, l'union de l'archiprêtre d'Altamura avec le trésorier de Saint-Nicolas prend fin lorsque le seigneur altamurien Giovanni Antonio Orsini del Balzo nomme le prélat Pietro Di Gargano. Le 23 septembre 1485, l'archiprêtre Francesco Rossi obtient du pape Innocent VIII le privilège d'élever l'église d'Altamura en collégiale ainsi qu'une augmentation considérable de privilèges accordée à l'archiprêtre jura episcopalia c'est-à-dire donner la bénédiction solennelle, conférer des ordres mineurs, punir les prêtres, porter des signes épiscopaux. De plus, Innocent VIII ordonne qu'Altamura puisse porter le nom de ville. 
Au début du XVIe siècle, les papes procèdent, pour la première fois, à la nomination de prélats, en la personne de Fabio Pignatelli et de Niccolò Sapio. Le vice-roi de Naples, Pietro da Toledo, pour rétablir son droit de nomination, nomme un contre-prélat, Vincenzo Salazar, qui ne peut prendre possession de son siège qu'en 1550 et manu militari, avec la démolition des portes de la cathédrale, où il est enfermé le chapitre. C'est à ce prélat que nous devons la construction du deuxième clocher et l'apposition des trois blasons sur la façade (celle de Charles Quint, de Pietro da Toledo et le sien) avec une longue inscription rappelant les étapes historiques de la prélature.
Le pape Clément VIII (1592-1605) supprime définitivement la liturgie en rite byzantin célébrée pendant des siècles dans l'église de saint Nicolas de Myre ad Altamura.
À la fin du XVIe siècle, les évêques de Gravina reprennent les attaques contre l'autonomie de l'église d'Altamura. Vincenzo Giustiniani (1593-1614), noble génois, reprend la vieille controverse avec les prélats d'Altamura. En 1601, Giustiniani lance un interdit contre la ville d'Altamura ; quatre ans plus tard, avec l'appui du pape Paul V, il transforme l'interdit en excommunication ; le prélat Altamurien Girolamo De Mari, qui se rend à Rome pour défendre ses prérogatives, est arrêté et emprisonné. En 1622, l'excommunication est levée, et grâce à un concordat, sanctionné par la bulle Decet romanum ponteficem du 15 février de la même année, le pape Grégoire XV reconnaît aux évêques de Gravina le droit d'exercer iura episcopalia (droits épiscopaux) sur l'église d'Altamura, avec l'interdiction d'agir, à l'avenir, contre le clergé et les habitants d'Altamura.
À partir de ce moment, l'université et l'archiprêtré d'Altamura agissent auprès du Saint-Siège pour que l'archiprêtre nullius soit érigé en siège épiscopal, mais les tentatives ne donnent rien. À la fin du XVIIIe siècle, ils obtiennent que leurs prélats soient consacrés évêques titulaires. Ainsi, le 29 janvier 1798, l'archiprêtre Gioacchino de Gemmis, en fonction depuis 1783, obtint le titre d'évêque in partibus de Listra (it) ; il est solennellement consacré dans la cathédrale d'Altamura le 18 mars, consacrant Agnello Cattaneo de Matera, Pietro Mancini di Minervino et Francesco Saverio Saggese di Montepeloso. 
La victoire définitive d'Altamura est ratifiée avec le concordat entre le Saint-Siège et le royaume des Deux-Siciles de février 1818, par la bulle De utiliori du pape Pie VII qui confirme l'église d'Altamura en possession et en exercice de ses droits légitimes et canoniques. Le 17 août 1848, par la bulle Si aliquando du pape Pie IX, l'archiprêture nullius d'Altamura est unie aeque principaliter au diocèse d'Acquaviva, tous deux élevés en prélature territoriale et soumis immédiatement au Saint-Siège. Altamura devient le siège épiscopal des deux diocèses réunis.

### Diocèse d'Altamura et d'Acquaviva
Au début du XXe siècle, les deux prélatures comprennent un total de cinq paroisses, dont quatre à Altamura. Le seul synode des deux prélatures est célébré entre mai et juin 1938 célébrée par Mgr Domenico Dell'Aquila. Le 25 avril 1975, l'évêque Salvatore Isgrò est nommé à la fois prélat d'Altamura et évêque de Gravina (et Irsina), fusionnant ainsi les deux diocèses in persona episcopi. C'était la première étape de l'union définitive des trois sièges épiscopaux, d'autant plus que, à partir du 8 avril 1978, Isgrò est également nommé prélat d'Acquaviva delle Fonti. Le 17 octobre suivant Isgrò établit le conseil presbytéral interdiocésain ; le 8 décembre 1979, il organise la première visite pastorale interdiocésaine, réalisée entre 1980 et 1981.
Le 20 octobre 1980, par la bulle Qui Beatissimo Petro du pape Jean-Paul II, Altamura et Acquaviva perdent leur indépendance séculaire et font partie de la province ecclésiastique de l'archidiocèse de Bari.

### Diocèse d'Altamura-Gravina-Acquaviva delle Fonti
Le 30 septembre 1986, avec le décret instantibus votis de la congrégation pour les évêques, le diocèse de Gravina (it) et les deux prélatures d'Altamura et Acquaviva delle Fonti, déjà unies depuis 1975, sont unies plena unione et la nouvelle circonscription ecclésiastique prend le nom actuel. En même temps, l'église de la prélature d'Altamura est élevée au rang de cathédrale et le territoire de Santeramo in Colle, déjà rattaché à l'archidiocèse de Bari-Bitonto, est annexé au nouveau district ecclésiastique. Tarcisio Pisani devient le premier évêque d'Altamura-Gravina-Acquaviva delle Fonti.

## Sources
- http://www.catholic-hierarchy.org